# Gaetano Donizetti
Domenico Gaetano Maria Donizetti (n. 29 noiembrie 1797, Bergamo, Republica Cisalpină⁠(d) – d. 8 aprilie 1848, Bergamo, Imperiul Austriac) a fost un compozitor italian de muzică cultă și, mai ales, de operă, originar din Bergamo, regiunea Lombardia. Cea mai cunoscută lucrare a compozitorului italian este Lucia de Lammermoor (1835), respectiv cea mai ușor de recunoscut piesă muzicală a sa este aria muzicală, "Una furtiva lagrima" din opera Elixirul dragostei (L'elisir d'amore, 1832). Alături de Vincenzo Bellini și Gioacchino Rossini, Donizetti a fost unul din compozitorii de frunte ai genului operatic cunoscut ca bel canto.

## Date biografice
Donizetti a studiat în orașul natal, apoi la Bologna, cu abatele Pietro Mattei, cu care a și lucrat o perioadă de timp, respectiv ulterior cu Gioacchino Rossini. 
Prima operă cu care a obținut succes a fost „Zoraide di Granata” („Soraya din Granada”), prezentată la Roma în 1822. Din anul 1827, Donizetti se stabilește la Napoli (Neapole) unde devine directorul Teatrului Regal, iar mai apoi profesor de contrapunct la Conservator. În numai trei ani, a scris 12 opere, toate ilustrând stilul interpretativ Bel canto. Din această perioada de creație, caracterizată de influența compozitorului Gioacchino Rossini, se pot remarca operele "Anna Bolena" (1830), "Elixirul dragostei" (1832), "Lucrezia Borgia" (1833), dar mai ales "Lucia di Lammermoor" (1835) care poate fi socotita capodopera sa.
Din anul 1839, Donizetti se stabilește la Paris, unde în următorii ani prezintă noi opere, "Favorita" (1840), "Fiica regimentului" (1840), "Rita" (1841), "Ducele de Alba" (1842), "Don Pasquale" (1843) și "Don Sebastian, Rege al Portugaliei" (1843).
În peregrinările sale prin marile orașe muzicale ale Europei, Donizetti a ajuns și la Viena, unde a avut loc premiera operei sale "Linda di Chamounix" (1842).
La 8 aprilie 1848, în vârstă de numai 51 de ani, Gaetano Donizetti decedează în orașul sau natal, Bergamo.

## Lucrări

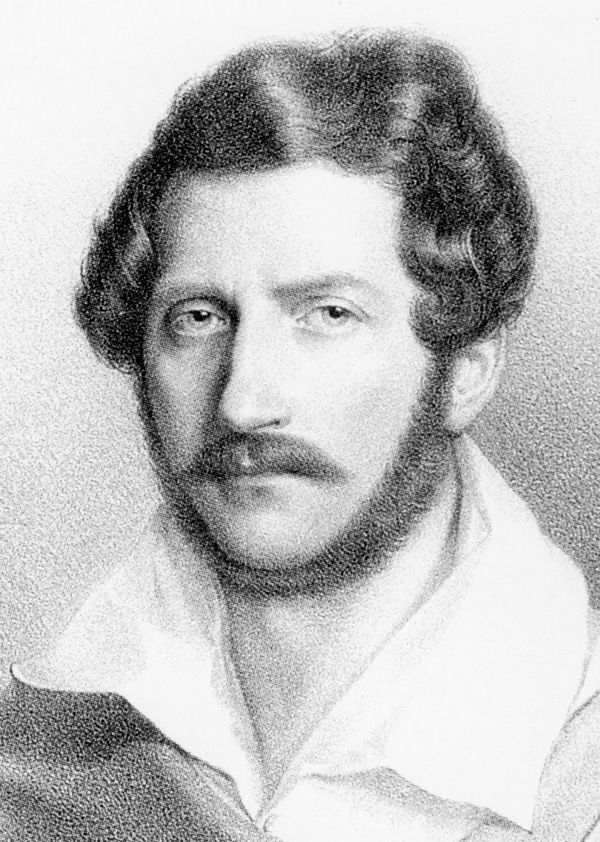
Gaetano Donizetti
(1797-1848)

Donizetti a fost un prolific compozitor de muzică cultă. Lucrările sale cuprind 75 de opere, 16 simfonii, 19 cvartete de coarde, 193 de cântece, 45 duete, 3 oratorii, 28 de cantate, concerte instrumentale, sonate și alte piese de muzică clasică.

#### Opere

##### 1816 – 1819
- Il Pigmalione (1816; October 13, 1960, Teatro Donizetti, Bergamo)
- Olimpiade (1817, incomplete, libretto by Metastasio)
- L'ira di Achille (1817)
- Enrico di Borgogna (1818; 14 noiembrie, 1818 Teatro San Luca, Veneția)
- Una follia (1818; 17 decembrie, 1818 Teatro San Luca, Veneția) (lost)
- I piccioli virtuosi ambulanti (1819), opera buffa in un Atto
- Pietro il Grande zar di tutte le Russie ossia Il Falegname di Livonia (1819; 26 decembrie, 1819, Teatro San Samuele, Veneția),

##### 1820 – 1824
- Le nozze in villa (1820; 1821; Teatro Vecchio, Mantua)
- Zoraida di Granata or Zoraïda di Granata (1822; 28 ianuarie, 1822, Teatro Argentina, Roma, rev. 7 ianuarie 1824 at the same theatre)
- La Zingara (1822; 12 mai, 1822, Teatro Nuovo, Napoli)
- La lettera anonima (29 iunie, 1822 Teatro del Fondo, Napoli)
- Chiara e Serafina, ossia I pirati (26 octombrie, 1822, Teatro alla Scala, Milano)
- Alfredo il grande (2 iulie, 1823 Teatro San Carlo, Napoli)
- Il fortunato inganno (2 septembrie, 1823 Teatro Nuovo, Napoli)
- L'ajo nell'imbarazzo (4 februarie, 1824, Teatro Valle, Roma)
- Emilia di Liverpool (L'eremitaggio di Liverpool) (28.7.1824 Teatro Nuovo, Napoli)

##### 1825 – 1829
- Alahor in Granata (7.1.1826 Teatro Carolino, Palermo)
- Don Gregorio [rev of L'ajo nell'imbarazzo] (11.6.1826 Teatro Nuovo, Napoli)
- Elvida (6.7.1826 Teatro San Carlo, Napoli)
- Gabriella di Vergy (1826; 29.11.1869 Teatro San Carlo, Napoli) (Gabriella)
- Olivo e Pasquale (7.1.1827 Teatro Valle, Roma)
- Olivo e Pasquale [rev] (1.9.1827 Teatro Nuovo, Napoli)
- Otto mesi in due ore (13.5.1827 Teatro Nuovo, Napoli) (Gli esiliati in Siberia)
- Il borgomastro di Saardam (19.8.1827 Teatro del Fondo, Napoli)
- Le convenienze teatrali (21.11.1827 Teatro Nuovo, Napoli)
- L'esule di Roma, ossia Il proscritto (1.1.1828 Teatro San Carlo, Napoli)
- Emilia di Liverpool [rev] (8.3.1828 Teatro Nuovo, Napoli)
- Alina, regina di Golconda (12.5.1828 Teatro Carlo Felice, Genoa)
- Gianni di Calais (2.8.1828 Teatro del Fondo, Napoli)
- Il paria (12.1.1829 Teatro San Carlo, Napoli)
- Il giovedi grasso (Il nuovo Pourceaugnac) (26.2.1829? Teatro del Fondo, Napoli)
- Il castello di Kenilworth (6.7.1829 Teatro San Carlo, Napoli)
- Alina, regina di Golconda [rev] (10.10.1829 Teatro Valle, Roma)

##### 1830 – 1834
- I pazzi per progetto (6.2.1830 Teatro San Carlo, Napoli)
- Il diluvio universale (28.2.1830 Teatro San Carlo, Napoli)
- Imelda de' Lambertazzi (5.9.1830 Teatro San Carlo, Napoli)
- Anna Bolena (26.12.1830 Teatro Carcano, Milan)
- Le convenienze ed inconvenienze teatrali [rev of Le convenienze teatrali] (20.4.1831 Teatro Canobbiana, Milan)
- Gianni di Parigi (1831; 10.9.1839 Teatro alla Scala Milan)
- Francesca di Foix (30.5.1831 Teatro San Carlo, Napoli)
- La romanziera e l'uomo nero (18.6.1831 Teatro del Fondo, Napoli) (libretto lost)
- Fausta (12.1.1832 Teatro San Carlo, Napoli)
- Ugo, conte di Parigi (13.3.1832 Teatro alla Scala Milan)
- Elixirul dragostei (L'elisir d'amore, 12.5.1832 Teatro Canobbiana, Milan)
- Sancia di Castiglia (4.11.1832 Teatro San Carlo, Napoli)
- Il furioso all'isola di San Domingo (2.1.1833 Teatro Valle, Roma)
- Otto mesi in due ore [rev] (1833, Livorno)
- Parisina (17.3.1833 Teatro della Pergola, Florence)
- Torquato Tasso (9.9.1833 Teatro Valle, Roma)
- Lucrezia Borgia (26.12.1833 Teatro alla Scala Milan)
- Il diluvio universale [rev] (17.1.1834 Teatro Carlo Felice, Genoa)
- Rosmonda d'Inghilterra (27.2.1834 Teatro della Pergola, Florence)
- Maria Stuarda [rev] (Buondelmonte) (18.10.1834 Teatro San Carlo, Napoli)
- Gemma di Vergy (26.10.1834 Teatro alla Scala Milan)

##### 1835 – 1839
- Maria Stuarda (30.12.1835 Teatro alla Scala Milan)
- Marin Faliero (12.3.1835 Théâtre-Italien, Paris)
- Lucia di Lammermoor (26.9.1835 Teatro San Carlo, Napoli)
- Belisario (4.2.1836 Teatro La Fenice, Veneția)
- Il campanello di notte (1.6.1836 Teatro Nuovo, Napoli)
- Betly, o La capanna svizzera (21.8.1836 Teatro Nuovo, Napoli)
- L'assedio di Calais (19.11.1836 Teatro San Carlo, Napoli)
- Pia de' Tolomei (18.2.1837 Teatro Apollo, Veneția)
- Pia de' Tolomei [rev] (31.7.1837, Sinigaglia)
- Betly [rev] ((?) 29.9.1837 Teatro del Fondo, Napoli)
- Roberto Devereux (28.10.1837 Teatro San Carlo, Napoli)
- Maria de Rudenz (30.1.1838 Teatro La Fenice, Veneția)
- Gabriella di Vergy [rev] (1838; 8.1978 recording, Londra)
- Poliuto (1838; 30.11.1848 Teatro San Carlo, Napoli)
- Pia de' Tolomei [rev 2] (30.9.1838 Teatro San Carlo, Napoli)
- Lucie de Lammermoor [rev of Lucia di Lammermoor] (6.8.1839 Théâtre de la Renaissance, Paris)
- Le duc d'Albe (1839; 22.3.1882 Teatro Apollo, Roma) (Il duca d'Alba)

##### 1840 – 1845
- Lucrezia Borgia [rev] (11.01.1833 Teatro alla Scala Milan)
- Poliuto [rev] (Les martyrs) (10.04.1840 Théâtre de l'Académie Royale de Musique (Paris Opéra), Paris)
- Fiica regimentului (La fille du régiment, 11.02.1840 Opéra-Comique, Paris)
- L'ange de Nisida (1839; ?)
- Lucrezia Borgia [rev 2] (31.10.1840 Théâtre-Italien, Paris)
- Favorita [rev of L'ange de Nisida / La favorite] (02.12.1840 Théâtre de l'Académie Royale de Musique, Paris)
- Adelia (11.02.1841 Teatro Apollo, Roma)
- Rita (Deux hommes et une femme) (1841; 07.05.1860 Opéra-Comique, Paris)
- Maria Padilla (26.12.1841 Teatro alla Scala Milan)
- Linda di Chamounix (19.05.1842 Kärntnertortheater, Vienna)
- Linda di Chamounix [rev] (17.11.1842 Théâtre-Italien, Paris)
- Caterina Cornaro (18.01.1844 Teatro San Carlo, Napoli)
- Don Pasquale (03.01.1843 Théâtre-Italien, Paris)
- Maria di Rohan (05.06.1843 Kärntnertortheater, Vienna)
- Dom Sébastien (13.11.1843 Théâtre de l'Académie Royale de Musique , Paris)
- Dom Sébastien [rev] (06.02.1845 Kärntnertortheater, Vienna)

#### Lucrări corale
- Ave Maria
- Grande Offertorio
- Il sospiro
- Messa da Requiem
- Messa di Gloria e Credo
- Miserere (Psalm 50)

#### Lucrări orchestrale
- Allegro for Strings in C major
- L'ajo nell'imbarazzo: Sinfonia
- Larghetto, tema e variazioni in E flat major
- Roberto Devereux: Sinfonia
- Sinfonia Concertante in D major (1818)
- Sinfonia for Winds in G minor (1817)
- Sinfonia in A major
- Sinfonia in C major
- Sinfonia in D major
- Sinfonia in D minor
- Ugo, conte di Parigi: Sinfonia

#### Concerte
- Concertino for Clarinet in B flat major
- Concertino for English Horn in G major (1816)
- Concertino in C minor for flute and chamber orchestra (1819)
- Concertino for Flute and Orchestra in C major
- Concertino for Flute and Orchestra in D major
- Concertino for Oboe in F major
- Concertino for Violin and Cello in D minor
- Concerto for 2 Clarinets "Maria Padilla"
- Concerto for Violin and Cello in D minor

#### Lucrări de muzică corală
- Andante sostenuto for Oboe and Harp in F minor
- Introduction for Strings in D major
- Larghetto and Allegro for Violin and Harp in G minor
- Largo/Moderato for Cello and Piano in G minor
- Nocturnes (4) for Winds and Strings
- Quartet for Strings in D major
- Quartet for Strings no 3 in C minor: 2nd movement, Adagio ma non troppo
- Quartet for Strings no 4 in D major
- Quartet for Strings no 5 in E minor
- Quartet for Strings no 5 in E minor: Larghetto
- Quartet for Strings no 6 in G minor
- Quartet for Strings no 7 in F minor
- Quartet for Strings no 8 in B flat major
- Quartet for Strings no 9 in D minor
- Quartet for Strings no 10 in G minor
- Quartet for Strings no 11 in C major
- Quartet for Strings no 12 in C major
- Quartet for Strings no 13 in A major
- Quartet for Strings no 14 in D major
- Quartet for Strings no 15 in F major
- Quartet for Strings no 16 in B minor
- Quartet for Strings no 17 in D major
- Quartet for Strings no 18 in E minor
- Quartet for Strings no 18 in E minor: Allegro
- Quintet for Guitar and Strings no 2 in C major
- Solo de concert
- Sonata for Flute and Harp
- Sonata for Flute and Piano in C minor
- Sonata for Oboe and Piano in F major
- Study for Clarinet no 1 in B flat major
- Trio for Flute, Bassoon and Piano in F major

#### Lucrări pentru pian
- Adagio and Allegro for Piano in G major
- Allegro for Piano in C major
- Allegro for Piano in F minor
- Fugue for Piano in G minor
- Grand Waltz for Piano in A major
- Larghetto for Piano in A minor "Una furtiva lagrima"
- Larghetto for Piano in C major
- Pastorale for Piano in E major
- Presto for Piano in F minor
- Sinfonia for Piano in A major
- Sinfonia for Piano no 1 in C major
- Sinfonia for Piano no 1 in D major
- Sinfonia for Piano no 2 in C major
- Sinfonia for Piano no 2 in D major
- Sonata for Piano in C major
- Sonata for Piano in F major
- Sonata for Piano in G major
- Variations for Piano in E major
- Variations for Piano in G major
- Waltz for Piano in A major
- Waltz for Piano in C major
- Waltz for Piano in C major "The Invitation"

## Mass media
| (audio)                                                                              | \| Prelude to Lucia di Lammermoor (info) \| \| \| \| Le beau vingt-et-unième (info) \| \| from Donizetti's opera La fille du régiment, performed by Atelier Vocal des Herbiers \| \| Probleme în audiția fișierelor? Vezi ajutor media. \| |
| Prelude to Lucia di Lammermoor (info)                                                | |
|                                                                                      | |
| Le beau vingt-et-unième (info)                                                       | |
| from Donizetti's opera La fille du régiment, performed by Atelier Vocal des Herbiers | |
| Probleme în audiția fișierelor? Vezi ajutor media.                                   | |